# 高木慶子
高木 慶子（たかき よしこ、1936年10月28日 - ）は、日本の心理学者、神学者、グリーフケアやスピリチュアルケアの第一人者、元聖トマス大学名誉教授、煉獄援助修道会の修道女（シスター）。上智大学グリーフケア研究所名誉所長　博士（宗教文化）

## 経歴
熊本市生まれ。高木仙右衛門の曾孫。聖心女子大学文学部心理学科卒業、上智大学神学部大学院修士課程修了。2004年「高木仙右衛門に関する研究 「覚書」の分析を中心にして」で英知大学博士（宗教文化）。神戸海星女子学院短期大学講師、英知大学助教授、教授、2007年定年退任、聖トマス大学名誉教授（校名変更により）。上智大学グリーフケア研究所特任所長。上智大学特任教授。「生と死を考える会全国協議会」会長。「兵庫・生と死を考える会」会長。援助修道会会員。ターミナル（終末期）にある人々のスピリチュアルケア、及び悲嘆にある人々の心のケアに携わる。

## 著書
- 『はい・ありがとう・ごめんなさい 家庭における母と子の姿』女子パウロ会 1985
- 『希望へのかけ橋』みくに書房 1991
- 『母の祈り はいありがとうごめんなさい』聖母の騎士社 聖母文庫 1991
- 『高木仙右衛門覚書の研究』中央出版社 1993
- 『聖書によるキリスト』中央出版社 1994
- 『大震災 生かされたいのち』春秋社 1996
- 『死と向き合う瞬間 ターミナル・ケアの現場から』学習研究社 2001
- 『喪失体験と悲嘆 阪神淡路大震災で子どもと死別した34人の母親の言葉』医学書院 2007
- 『悲しみの乗り越え方』角川oneテーマ21 2011
- 『悲しんでいい 大災害とグリーフケア』NHK出版新書 2011
- 『大切な人をなくすということ』PHP研究所 2011
- 『悲しみは、きっと乗り越えられる グリーフケアの第一人者が贈る"小さな希望"の見つけ方』大和出版 2012
- 『髙木仙右衛門に関する研究 「覚書」の分析を中心にして』思文閣出版 2013
- 『それでも人は生かされている 悲しみを乗り越えて勇気が生まれるとき』PHP研究所 2014
- 『それでも誰かが支えてくれる 心が晴れる愛と癒やしの言葉』大和書房 2015
- 『「ありがとう」といって死のう』幻冬舎 2017

### 共著編著
- 『輝いて人生』日野原重明共著 学習研究社 2003
- 『いのちを問う その重さと大切さ』21世紀ヒューマンケア研究機構監修 野尻武敏,加地伸行,村上和雄共著 ミネルヴァ書房 ヒューマンケア双書 2005
- 『グリーフケア入門 悲嘆のさなかにある人を支える』編著 勁草書房 2012
- 『〈悲嘆〉と向き合い、ケアする社会をめざして JR西日本福知山線事故遺族の手記とグリーフケア』上智大学グリーフケア研究所,柳田邦男共編著 平凡社 2013
- 『悲嘆の中にある人に心を寄せて 人は悲しみとどう向かい合っていくのか』山本佳世子共編 上智大学出版 2014
- 『グリーフケア・スピリチュアルケアに携わる人達へ ケア者のための必読書』秋丸知貴共著 クリエイツかもがわ 2023

## 論文
- 高木慶子